# Jiří Stivín

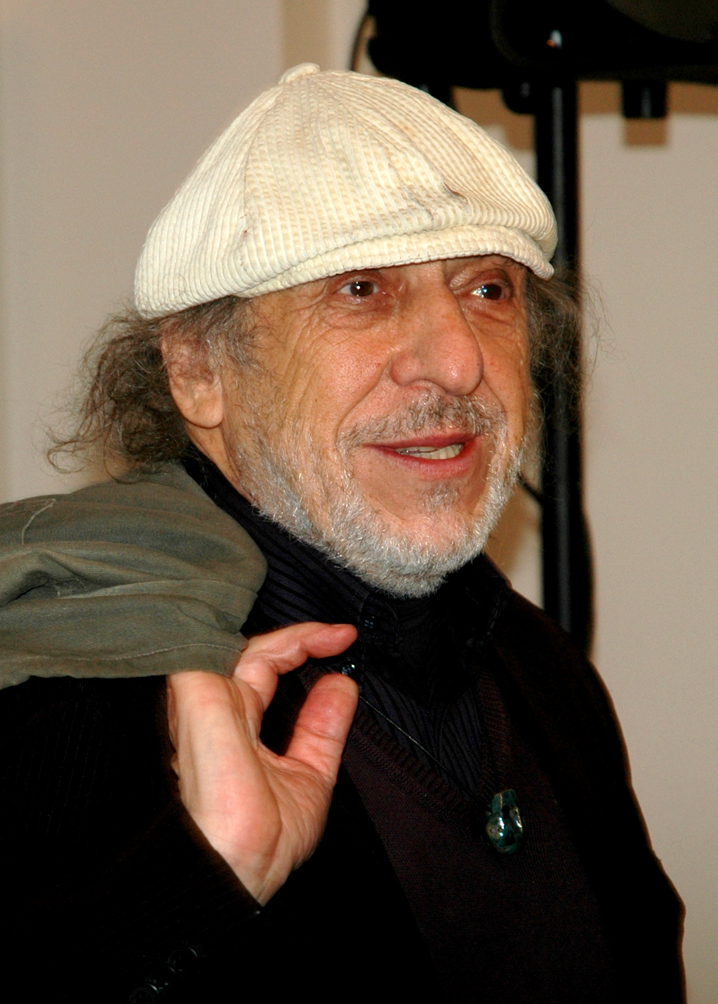
Jiří Stivín (2012)

Jiří Stivín (* 23. November 1942 in Prag) ist ein tschechischer Musiker und Komponist. Er wirkt als Interpret im Bereich der Alten Musik und des Modern Creative Jazz.

## Leben und Wirken
Stivín stammt aus einer Künstlerfamilie. Er ist der Sohn der Schauspielerin Eva Svobodová und Enkel des Theaterregisseurs Milan Svoboda. Seine Schwester ist die Schauspielerin Zuzana Stivínová und sein Cousin der Jazzmusiker Milan Svoboda. Er hatte als Kind etwas Geige gelernt, spielte aber dann kein Instrument mehr, bis er 18 Jahre alt war. Erst während seines Studiums, das er an der Prager Filmakademie absolvierte (wo er zum Kameramann ausgebildet wurde) begann er wieder zu musizieren. Als Autodidakt begann er in der tschechischen Beat-Gruppe „Sputnici“ Saxophon zu spielen; er erhielt dann Flötenunterricht bei dem Barockmusik-Experten Milan Munclinger. Während der Militärzeit spielte er mit Jazzmusikern wie dem Bassisten Vincenc Kummer im Quintett des Armee-Kunstensembles. Er gewann einige Preise als Amateurmusiker, etwa auf dem Jazzfestival von San Sebastian.
Als Mitglied von Martin Kratochvíls Formation „Jazz Q“ und von 1967 bis 1969 der „SHQ Combo“ um Karel Velebný spielte er früh in Spitzenformationen des tschechischen Jazz. Im Prager Ensemble „Quax“ wandte er sich der Avantgardemusik zu. 1968 besuchte Stivin John Dankworths Klasse an der Royal Academy of Music und spielte in London auch im Scratch Orchestra von Cornelius Cardew. Nach seiner Rückkehr nach Prag arbeitete er in den unterschiedlichsten musikalischen Richtungen von Alter bis zu Neuer Musik und Jazz, was man als globale Musik auf Tschechisch  bezeichnen könnte.
Stivín spielte weiterhin mit „Jazz Q“ und trat wiederholt als Solist der Big Band des tschechoslowakischen Rundfunks unter Leitung von Václav Zahradník auf; auch war er wiederholt mit der von Milan Svoboda geleiteten Big Band zu hören. Aus der Zusammenarbeit mit „Jazz Q“ entstanden eigene Gruppen mit dem Namen Stivín & Co Jazz System. In den 1970er und 1980er gab er auch zahlreiche Solokonzerte (mit Tonbandzuspielungen). Stivín, der auch als Solist der Flötenkonzerte von Antonio Vivaldi und Georg Philipp Telemann bekannt geworden ist, war an Plattenproduktionen mit führenden tschechoslowakischen Kammerorchestern beteiligt.

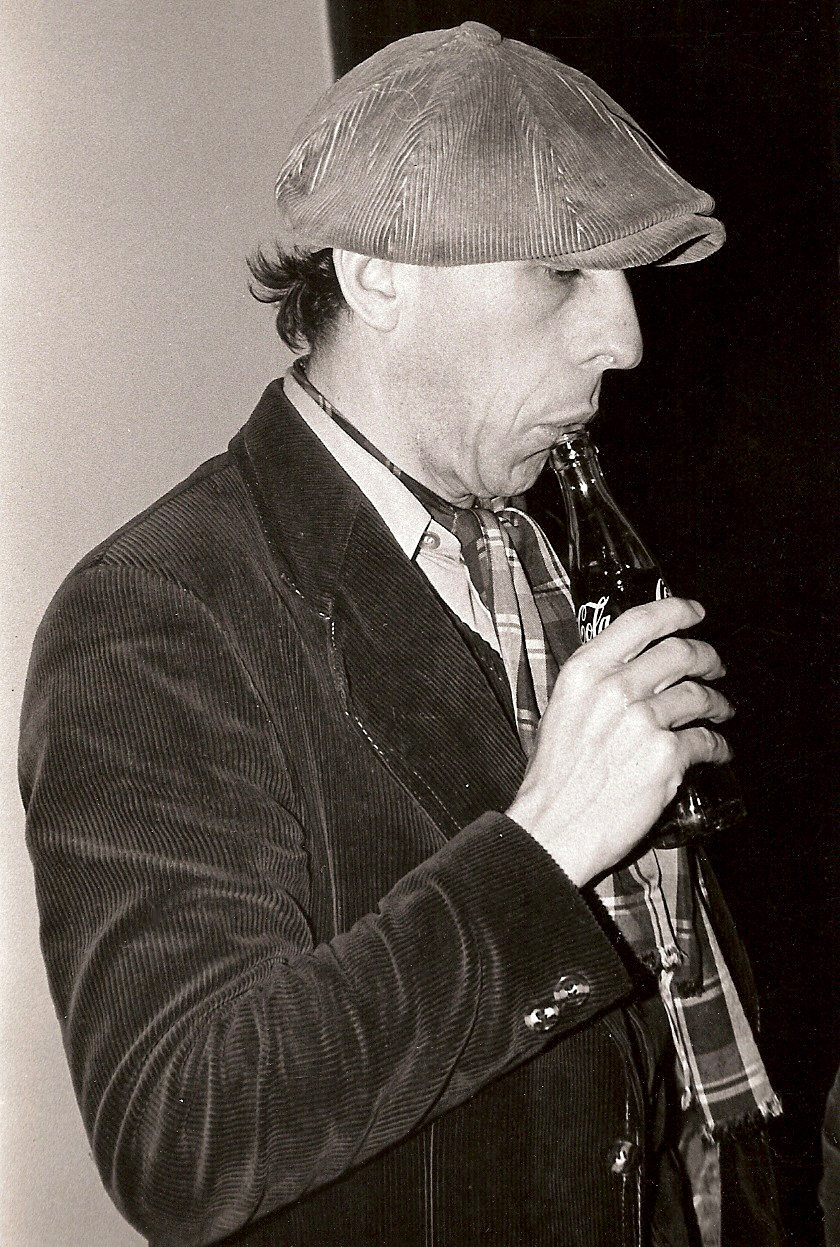
Jiří Stivín (1978)

Bekannt ist er nicht nur als Flötenspieler, sondern auch als Flötensammler und kreativer Flötenbauer, der auch aus abwegigen Rohstoffen wie Plastik- oder Metallrohren Flöten konstruiert, die er im Konzert vorstellt. Er wirkt auch als Interpret von Renaissance- und Barockmusik auf Blockflöten. Von Stivín stammen LP- und CD-Produktionen mit Partnern wie Rudolf Dašek, Zbigniew Seifert, Barre Phillips, Pierre Favre und seiner eigenen Combo. Die Partnerschaft mit Dašek dauerte zunächst von 1972 bis 1975, wurde in den 1980er Jahren erneuert und dauert bis in die Gegenwart an. Dašek und Stivin bilden gegenwärtig (2007) ein Trio mit dem Schlagzeuger Günter Baby Sommer und gaben regelmäßig Konzerte. Er spielte weiterhin mit Joe Sachse, Károly Binder, Theo Jörgensmann, Milan Svoboda, Gabriel Jonás, Perkussionist Alan Vitouš oder Tony Scott. Auch trat er regelmäßig in Projekten von Ali Haurand (1943–2018), beispielsweise im European Jazz Ensemble, auf.
Stivín trägt bei seinen Auftritten fast immer eine sogenannte Schlägermütze, um seine Glatze zu verbergen und als sein Markenzeichen, zum anderen verbindet er das Flötenspiel mit schauspielerischen Einlagen, die mal clownesk, mal romantisch angehaucht sind.
Von seinen Kindern arbeiten inzwischen drei ebenfalls als Musiker (Schlagzeuger/Jazz, Flötistin/Klassik, Bassist/Jazz), eine weitere Tochter ist die Schauspielerin Zuzana Stivínová.

## Filmografie (Auswahl)
- 1978: Ich will nichts hören (Nechci nic slyšet)
- 1983: Fauns allzuspäter Nachmittag (Faunovo velmi pozdní odpoledne)
- 1984: König Drosselbart (Král Drozdia Brada)
- 1986: Antonys Chance (Antonyho šance)
- 1986: Wie Gift (Jako jed)
- 1988: Das reinste Drama (Dámská jízda)
- 1988: Das Wasser des Lebens (O živej vode)
- 1989: Der Falkenkönig (Jestřábí moudrost)
- 1990: Martha und ich (Martha et moi )
- 1993: Vaclav Havel – Ein böhmisches Märchen
- 1995: Nebel
- 1997: Bumerang